# コゴメヒョウタンボク
コゴメヒョウタンボク（小米瓢箪木、学名: Lonicera linderifolia var. konoi）は、スイカズラ科スイカズラ属の落葉低木。岩手県早池峰山など、北上山地の限られた山にのみ分布するヤブヒョウタンボクを分類上の基本変種とする変種。別名、クモイヒョウタンボク。
高さ1-1.5mになる低木で、枝は中実で密に分枝する。和名のとおり葉が小さい。長野県八ヶ岳と静岡県南アルプスに固有で、稀に見られ、暗紅紫色の花を下向きに2個ずつつけて咲く。

## 特徴
高さは1-1.5mになる。幹の樹皮は灰褐色になり、縦に裂けて落ちる。若い枝は紫褐色になり、短い曲がった毛が生え、やや四稜があり、中実になる。葉は対生し、葉身は長さ5-30mm、幅2-12mmと小さく、卵形から菱形状長楕円形で、先端は鈍頭、基部はくさび形になる。葉の縁は全縁。葉の両面にやや長い軟毛が生え、裏面は粉白色になる。葉柄は長さ1-3mmになり、毛が生える。
花期は5-6月。枝先の葉腋から長さ4-15mmになる花柄が伸び、その先に暗紅紫色の花を2個下向きにつける。子房の基部に2個の苞があり、線形。小苞は無い。萼片は短い。花冠は鐘形で浅く5裂し、長さ6-8mmになる。雄蕊は5個、雌蕊は1個ある。果実は径4-6mmになる球状の液果で、2個ずつ並ぶが合着はしない。8月に赤く熟す。

## 分布と生育環境
日本固有種。長野県八ヶ岳と静岡県南アルプスに分布し、高山帯、亜高山帯の林縁や岩石地などに稀に生育する。

## 名前の由来
和名コゴメヒョウタンボクは、「小米瓢箪木」の意で、葉が小さなヒョウタンボクという意味からきている。牧野富太郎 （1914）が本種を独立種 Lonicera konoi として新種記載した際、和名を Kogome-hyôtamboku とした。	
変種名 konoi は、上述のとおり、牧野富太郎 (1914) が本種を独立種として新種記載した際の種小名 (種形容語) であったが、奥山春季 (1968) によって変種に階級移動された。konoi は牧野が独立種として記載した際、タイプ標本を南アルプスの荒川岳で採集した、明治期の登山家で植物学者の河野齢蔵への献名である。

## 種の保全状況評価
絶滅危惧IB類 (EN)（環境省レッドリスト）
都道府県のレッドデータ、レッドリストの選定状況は、群馬県が絶滅危惧IA類(CR)、長野県が準絶滅危惧(NT)、静岡県が絶滅危惧IB類(EN)になっている。

## ギャラリー

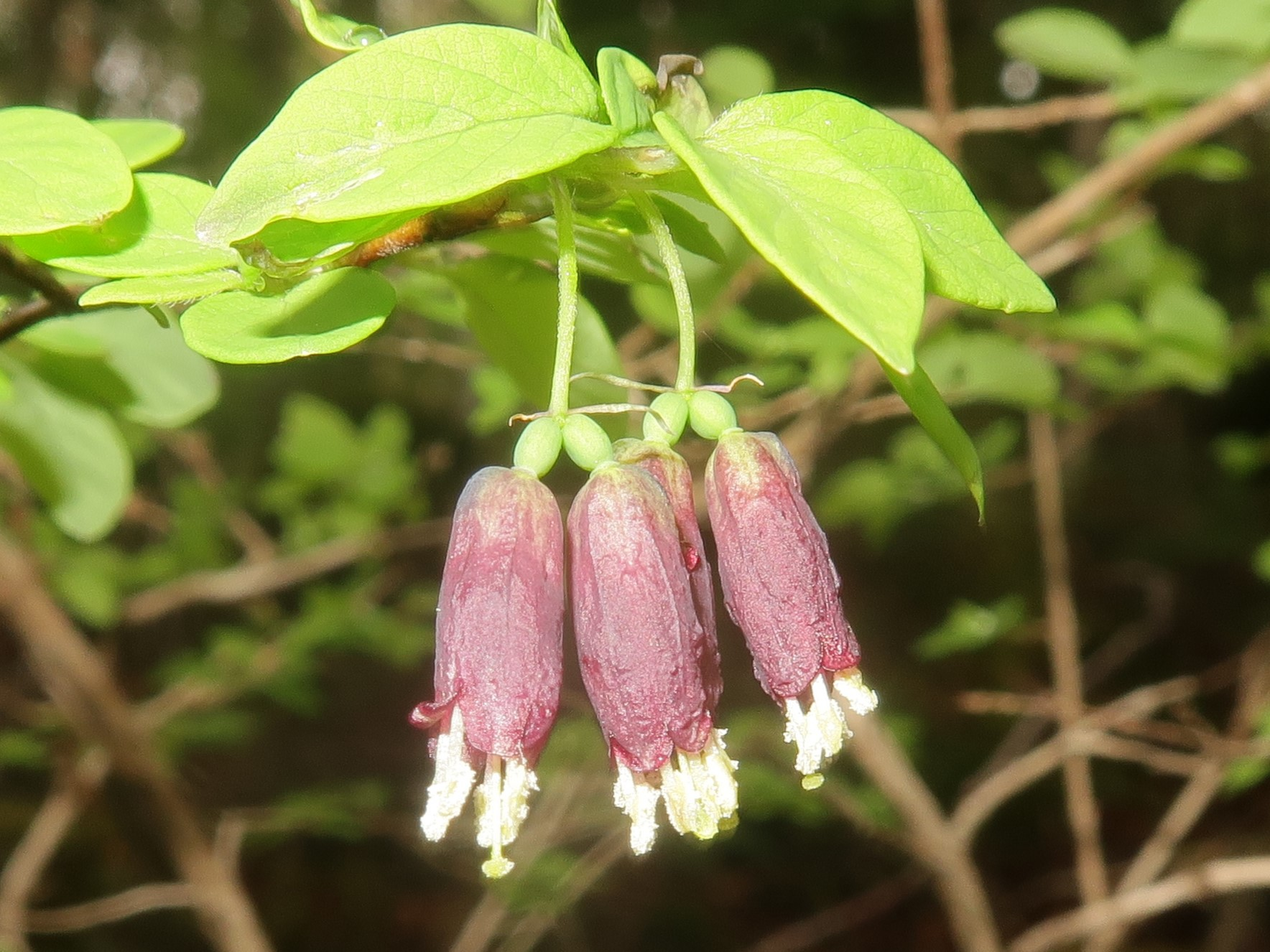
枝先の葉腋から花柄が伸び、その先に暗紅紫色の鐘形の花を2個下向きにつける。子房の基部に2個の苞があり、線形になる。
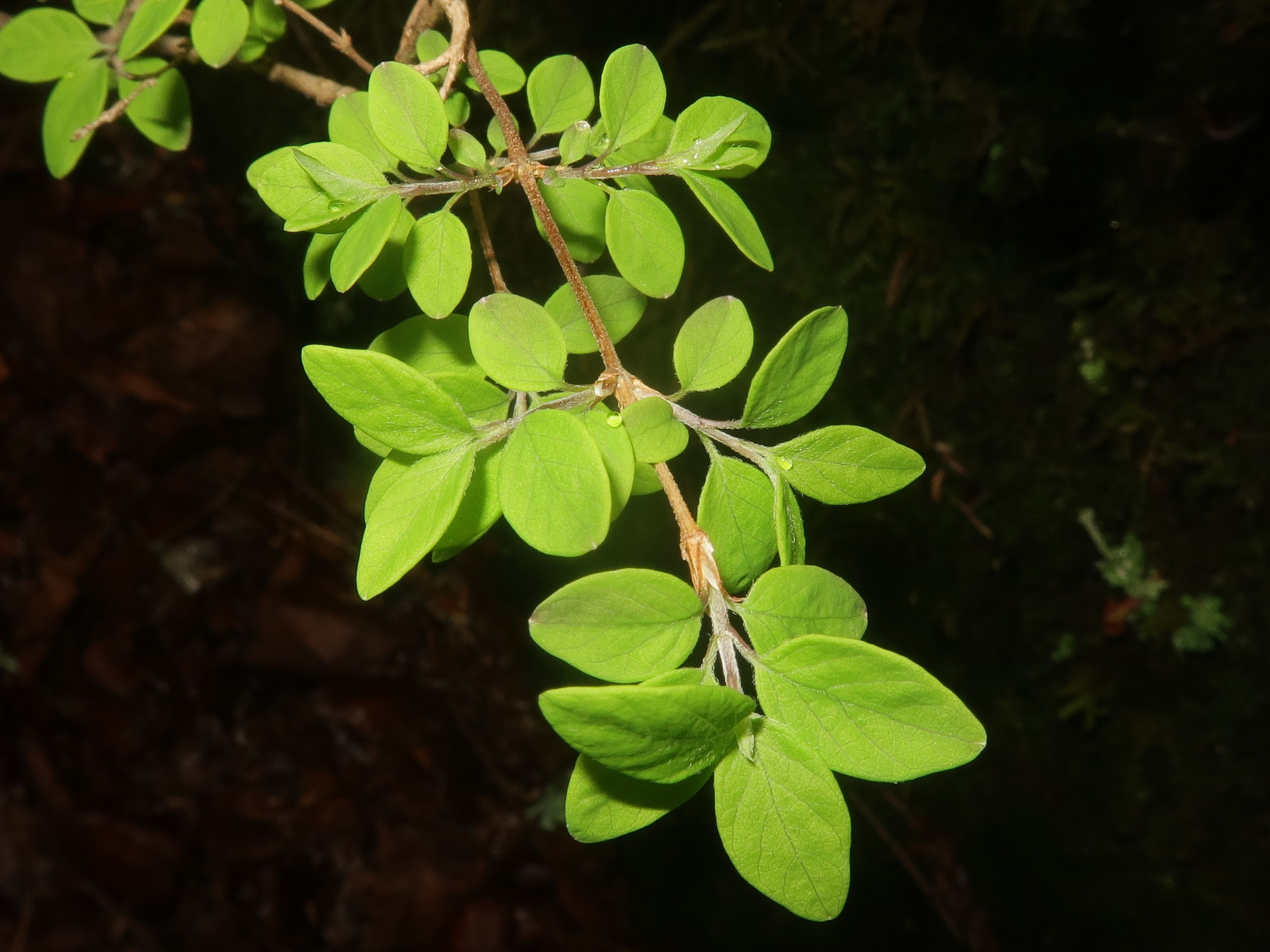
枝は中実で密に分枝する。葉は対生し、葉身は卵形から菱形状長楕円形で、先端は鈍頭、基部はくさび形になる。
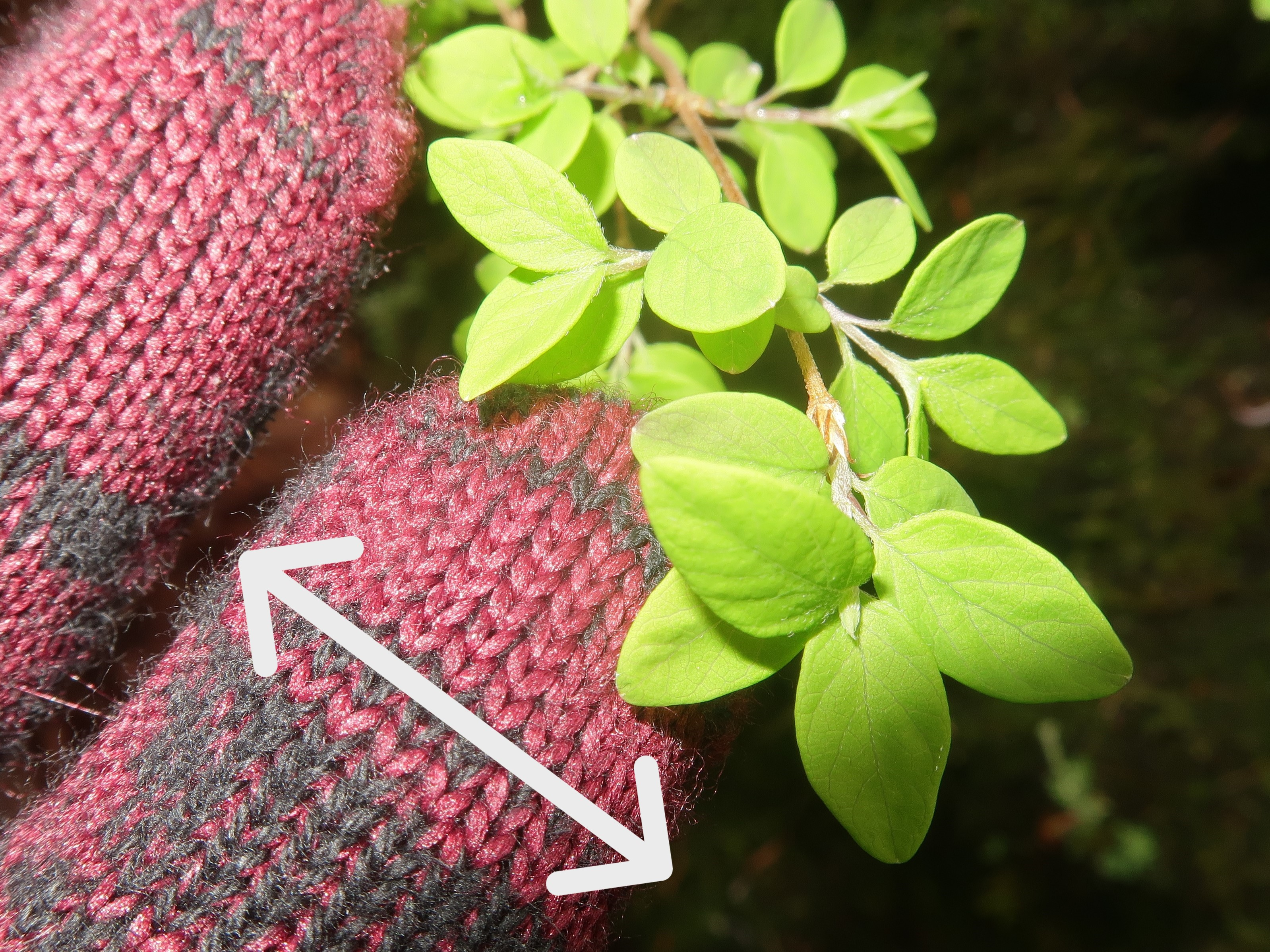
スケールは2cm。和名のとおり葉が小さい。
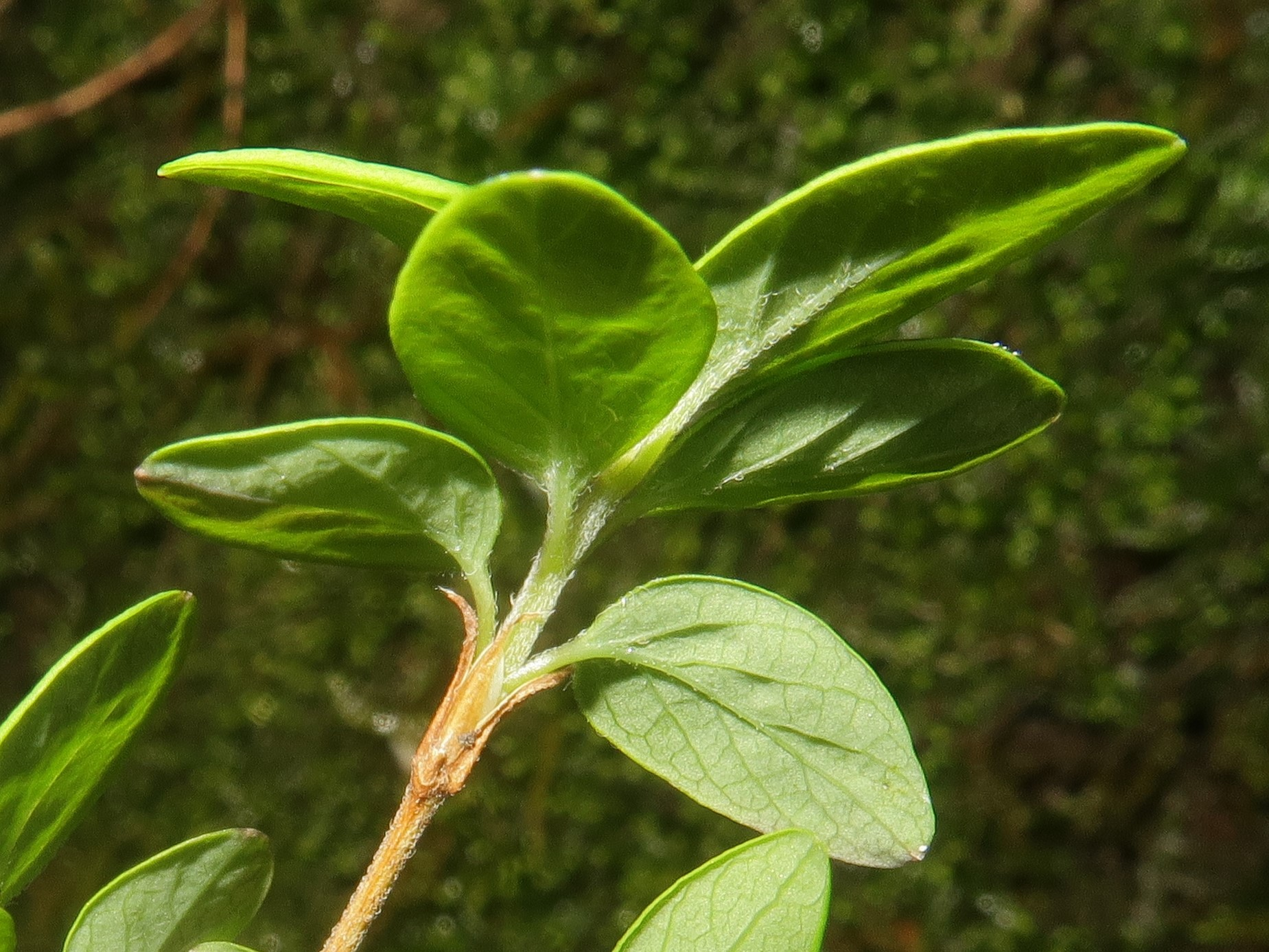
葉の裏面。やや長い軟毛が生え、裏面は粉白色になる。葉柄は長さ1-3mmになり、毛が生える。若い枝に短い曲がった毛が生える。
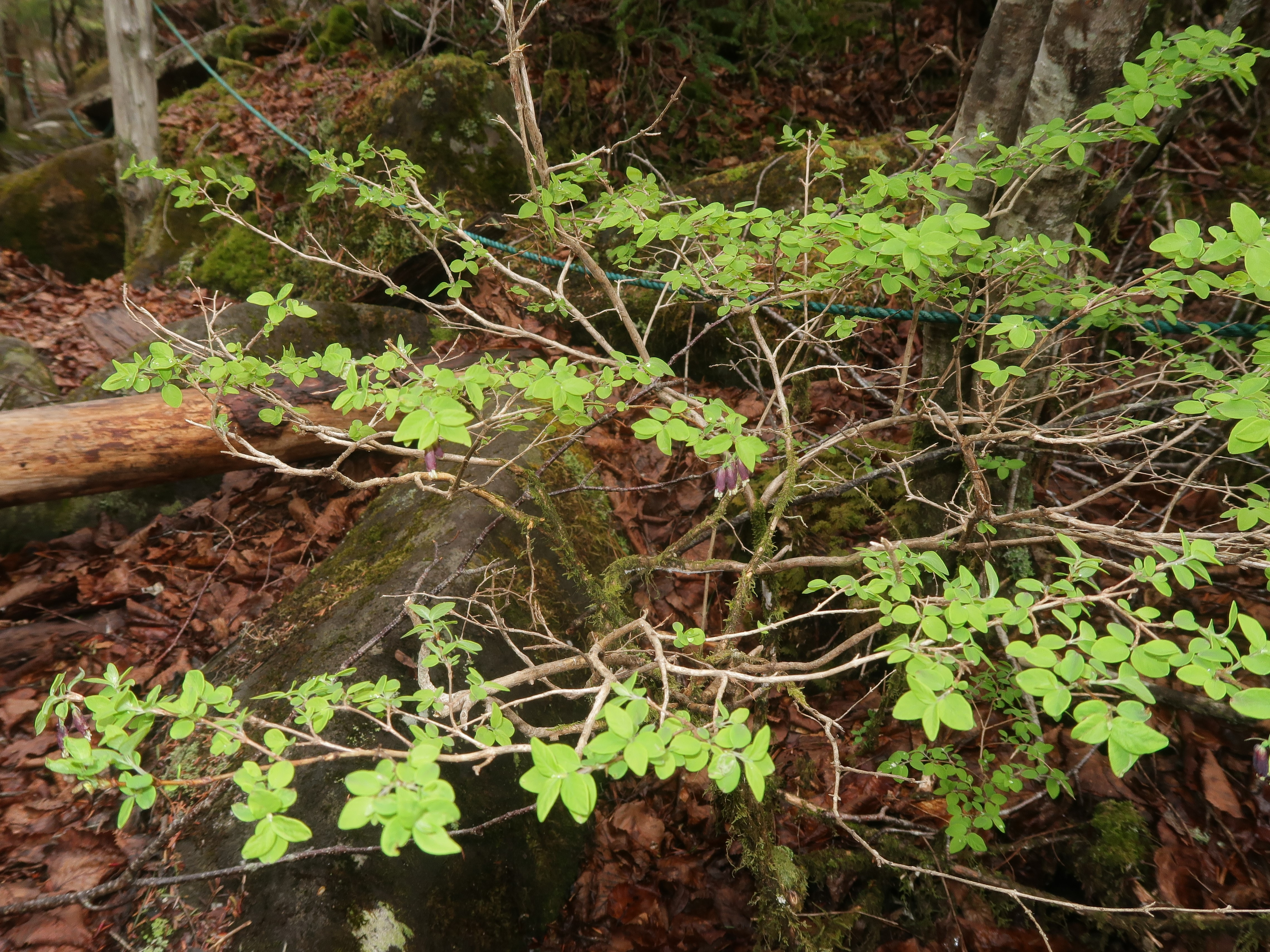
樹形。亜高山帯針葉樹林の林縁の明るい場所に生育している。
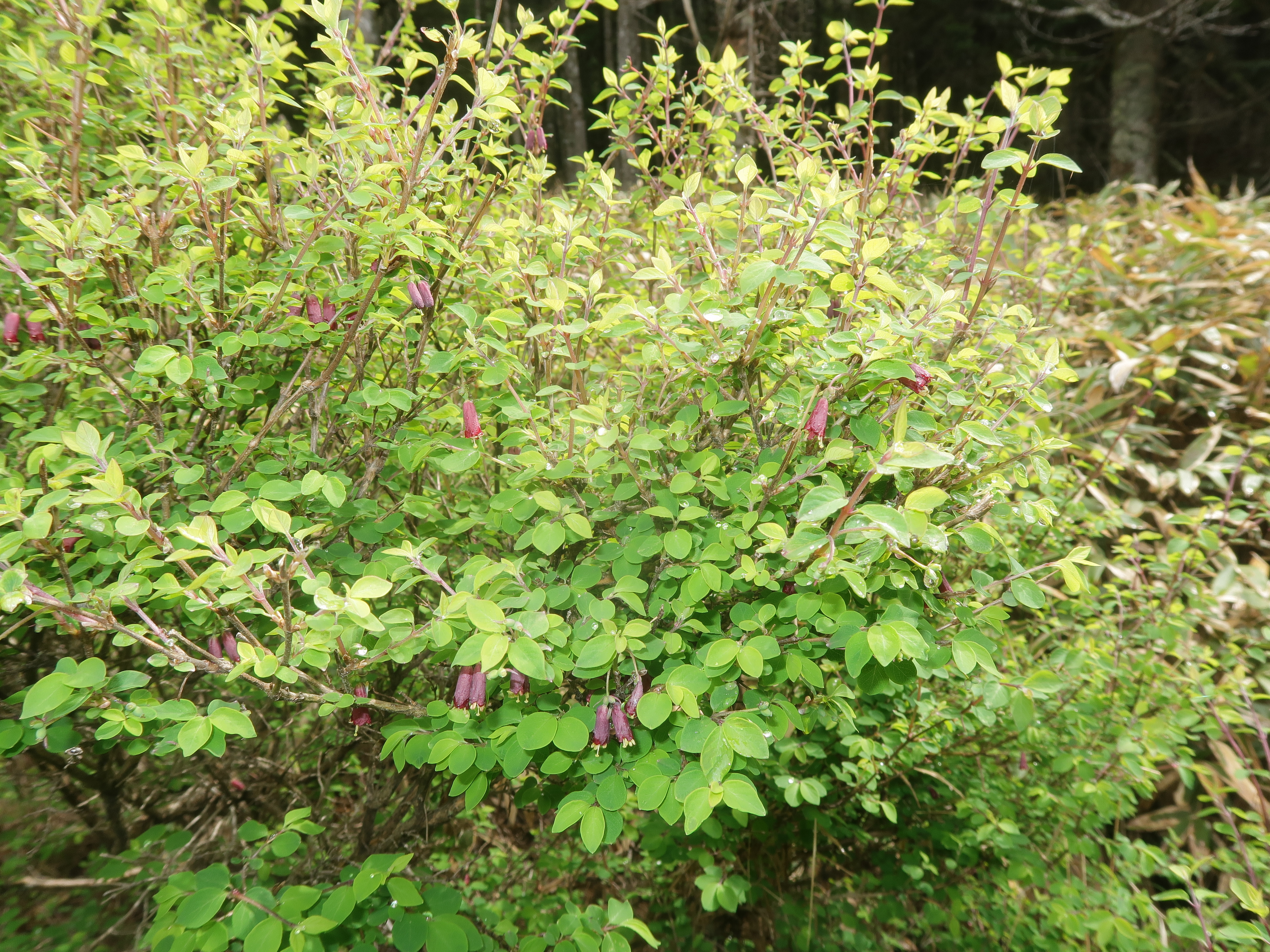
針葉樹林から離れた明るい国道沿いの岩石地に生育しているもの。